# For You (песня The Calling)
«For You» — песня американской рок-группы The Calling, которая была записана для саундтрека к фильму «Сорвиголова» (2003). Она звучала в заключительных титрах фильма. В формате сингла «For You» вышла в феврале 2003 года, после чего достигла топа 50 в Италии и Новой Зеландии.

## Чарты
| Чарт (2003)                        | Высшая позиция |
| ---------------------------------- | -------------- |
| Германия (GfK)                     | 80             |
| Италия (FIMI)                      | 19             |
| Новая Зеландия (Recorded Music NZ) | 45             |
| Швейцария (Schweizer Hitparade)    | 91             |